# Journal of Clinical Oncology
Journal of Clinical Oncology is een internationaal, aan collegiale toetsing onderworpen wetenschappelijk tijdschrift op het gebied van de oncologie. De naam wordt in literatuurverwijzingen meestal afgekort tot J. Clin. Oncol. Het wordt uitgegeven door de American Society of Clinical Oncology en verschijnt drie keer per maand. Het eerste nummer verscheen in 1983.